# Raymond Joseph Cannon
Raymond Joseph Cannon (* 26. August 1894 in Ironwood, Gogebic County, Michigan; † 25. November 1951 in Milwaukee, Wisconsin) war ein US-amerikanischer Politiker. Zwischen 1933 und 1939 vertrat er den Bundesstaat Wisconsin im US-Repräsentantenhaus.

## Werdegang
Raymond Cannons Eltern starben, als er erst sechs Monate alt war. Daher wuchs er in einem Kinderheim auf. Er besuchte zunächst die öffentlichen Schulen seiner Heimat und unterrichtete zwischen 1910 und 1911 in Minocqua (Wisconsin) selbst als Lehrer. Von 1908 bis 1922 war er auch professioneller Baseballspieler. Nach einem Jurastudium an der Marquette University in Milwaukee und seiner im Jahr 1914 erfolgten Zulassung als Rechtsanwalt begann er in Milwaukee in seinem neuen Beruf zu arbeiten. Im Jahr 1930 bewarb er sich erfolglos um den Posten eines Richters am obersten Gerichtshof von Wisconsin.
Politisch war Cannon Mitglied der Demokratischen Partei. Bei den Kongresswahlen des Jahres 1932 wurde er im vierten Wahlbezirk von Wisconsin in das US-Repräsentantenhaus in Washington, D.C. gewählt, wo er am 4. März 1933 die Nachfolge von John C. Schafer von der Republikanischen Partei antrat. Nach zwei Wiederwahlen konnte er bis zum 3. Januar 1939 drei Legislaturperioden im Kongress absolvieren. In dieser Zeit wurden dort viele der New-Deal-Gesetze der Bundesregierung unter Präsident Franklin D. Roosevelt verabschiedet. Im Jahr 1933 wurde der 21. Verfassungszusatz verabschiedet, durch den der 18. Zusatzartikel aus dem Jahr 1919 aufgehoben wurde. Dabei ging es um das Prohibitionsgesetz. Seit 1935 war Cannon Vorsitzender des Ausschusses zur Ṻberarbeitung der Bundesgesetze.
Im Vorfeld der Wahlen des Jahres 1938 wurde Cannon von seiner Partei nicht mehr für eine weitere Amtszeit nominiert. Nach seinem Ausscheiden aus dem US-Repräsentantenhaus arbeitete er wieder als Anwalt. In den Jahren 1940 und 1942 bewarb er sich erfolglos um die Nominierung seiner Partei für die Gouverneurswahlen. 1944 verfehlte er auch die angestrebte Nominierung für die anstehenden Kongresswahlen. Er starb am 25. November 1951 in Milwaukee. Raymond Cannon war mit Alice Carey verheiratet, mit der drei Kinder hatte.